# Ageia
Ageia (AGEIA, Ageia Technologies) — частная компания по разработке программного и аппаратного обеспечения, основанная в 2002 году. Ageia не имела собственных производственных мощностей. Ageia разработала и выпустила в массовое производство чип PhysX — Физический процессор (англ. PPU — англ. Physics Processing Unit), предназначенный для обработки физических расчётов с намного большей скоростью, чем обычный центральный процессор. Ageia также разработала PhysX (ранее известный как NovodeX) — программный физический движок, использующий мощности чипа PhysX. Однако физический движок PhysX SDK может работать и без использования PPU; в таком случае расчёт физики ложится на CPU, что является более медленным вариантом, или GPU.
Компания Ageia была отмечена как первая компания, которая разработала аппаратный чип, предназначенный для снятия нагрузки по обсчёту физики в компьютерных играх с процессора. Вскоре после создания и внедрения в производство процессора PhysX NVIDIA и ATI анонсировали свои собственные аналогичные разработки.

## История
Компания Ageia Technologies была основана в 2002 году пятью предпринимателями и специалистами компьютерных технологий, одним из которых был Манджу Хежд (англ. Manju Hegde), который стал её председателем и CEO. Название «AGEIA» представляет собой первые буквы стран, из которых происходили основатели компании: America (США), Germany (Германия), Egypt (Египет), India (Индия), America (США).
Основным фокусом деятельности компании стала разработка физического процессора (Physics Processing Unit — PPU) под названием «Ageia PhysX PPU». Целью данного чипа было выполнение расчётов игровой физики в компьютерных играх и других интерактивных программных приложениях. «PhysX PPU» был заявлен как революционный чип, который привнесёт в игровую и программную индустрию повсеместное использование высококачественных массовых физических симуляций реального времени. Заявлялось, что чип произведёт революцию, подобную появлению графических ускорителей, смонтированных на дискретных видеокартах.
В мае 2003 года Ageia получила финансирование в размере $9,5 млн.
В 2004 году Ageia проводит своё главное приобретение — она покупает швейцарскую компанию NovodeX AG вместе с её одноимённым физическим движком «NovodeX Physics». Согласно Хежду, выбор Ageia пал на движок «NovodeX» потому, что на то время он был наиболее надёжным, многоплатформенным, многопоточным и высокопроизводительным физическим движком реального времени из всех, представленных на рынке. Сотрудники NovodeX AG влились в Ageia, а движок «NovodeX» версии 2.3 стал основой для собственного движка Ageia — «Ageia PhysX». Изначально движок имел старое название — «NovodeX», однако со временем оно было вытеснено новым — «Ageia PhysX». Основным новшеством, добавленным в результирующий движок, была поддержка аппаратного ускорения на «PhysX PPU». Таким образом, благодаря этой покупке Ageia получила вторую необходимую составляющую — программный физический движок, который поддерживает физический процессор.
На начало 2005 года Ageia имела более $38 млн в финансовом обороте и $30 млн в запасе. Основными инвесторами являлись Apex Venture Partners, BA Venture Partners, HIG Ventures, Granite Global Ventures, CID Equity Partners и VentureTech.
8 марта 2005 года на Game Developers Conference 2005 Ageia официально объявила о своём намерении вывести на рынок физический процессор собственной разработки «Ageia PhysX PPU».
1 сентября 2005 года компания Ageia приобрела шведскую компанию Meqon Research AB, создавшую свой собственный физический движок «Meqon». «Meqon» был интегрирован в состав движка «Ageia PhysX», а сотрудники Meqon Research AB были интегрированы в команду разработчиков компании Ageia. Для лицензиатов, которые приобрели «Meqon» до покупки, Ageia продолжила поддержку. В официальном пресс-релизе, посвящённом покупке компании и движка, были упомянуты две игры, которые на момент покупки находились в разработке и для которых была приобретена лицензия на «Meqon»: Duke Nukem Forever и TimeShift. Однако в августе 2007 года, незадолго до выхода TimeShift (октябрь и ноябрь 2007 года), стало известно, что она использует не Meqon, а Havok 4.5. «После приобретения NovodeX в прошлом году приобретение Meqon объединяет самые передовые технологии игровой физики в мире под одной крышей, что является ключевой вехой в нашем упорном стремлении к совершенству игровой физики», — заявил Манджу Хежд по поводу покупки.
9 мая 2006 года начались первые поставки «Ageia PhysX PPU» в розничную торговлю.
24 августа 2006 года российская компания Nival Interactive заключила контракт с Ageia, получив право на использование в своих будущих играх программного пакета Ageia PhysX SDK. Это соглашение распространяется не только на проекты самой Nival Interactive, но и сторонних студий, в которых Nival Interactive выступает в качестве продюсера или издателя.
В ноябре 2007 года в прессе появились сведения о том, что компания AMD задумывается о покупке Ageia. Причиной данных предположений послужило интервью, данное британскому информационному ресурсу Custom PC главой AMD по связям с разработчиками Ричардом Хадди (англ. Richard Huddy). В этом интервью Хадди сообщил, что руководство AMD время от времени обсуждает вопрос о покупке Ageia. Основным препятствием такой покупки Хадди назвал цену, которую может потребовать Ageia. С учётом покупки компании Havok, разработчика одноимённого движка, компанией Intel летом 2007 года за $100 млн, Ageia, глядя на этот прецедент, может потребовать аналогичную сумму, выплатить которую AMD не может. Вместе с тем Хадди заявил, что он уверен в том, что nVidia, главный конкурент AMD на рынке графических процессоров, имеет очень серьёзные намерения по отношению к покупке Ageia.
4 февраля 2008 года компания nVidia объявила о своём желании приобрести Ageia.
13 февраля 2008 года приобретение было завершено, Ageia влилась в NVIDIA и перестала существовать как отдельная компания.
Физический движок PhysX с этого момента стал известен как nVidia PhysX.